# Heringen (Werra)
Heringen an der Werra es una pequeña ciudad alemana que pertenece al distrito de Hersfeld-Rotenburg en el Este del estado federado de Hesse. Es cercana a la frontera con el estado federado de Turingia (Thüringen). Algunas ciudades de mayor tamaño en sus alrededores son: Bad Hersfeld al oeste (28 km), Eisenach al Noreste (30 km) y Kassel al Norte (80 km).

## Ubicación geográfica

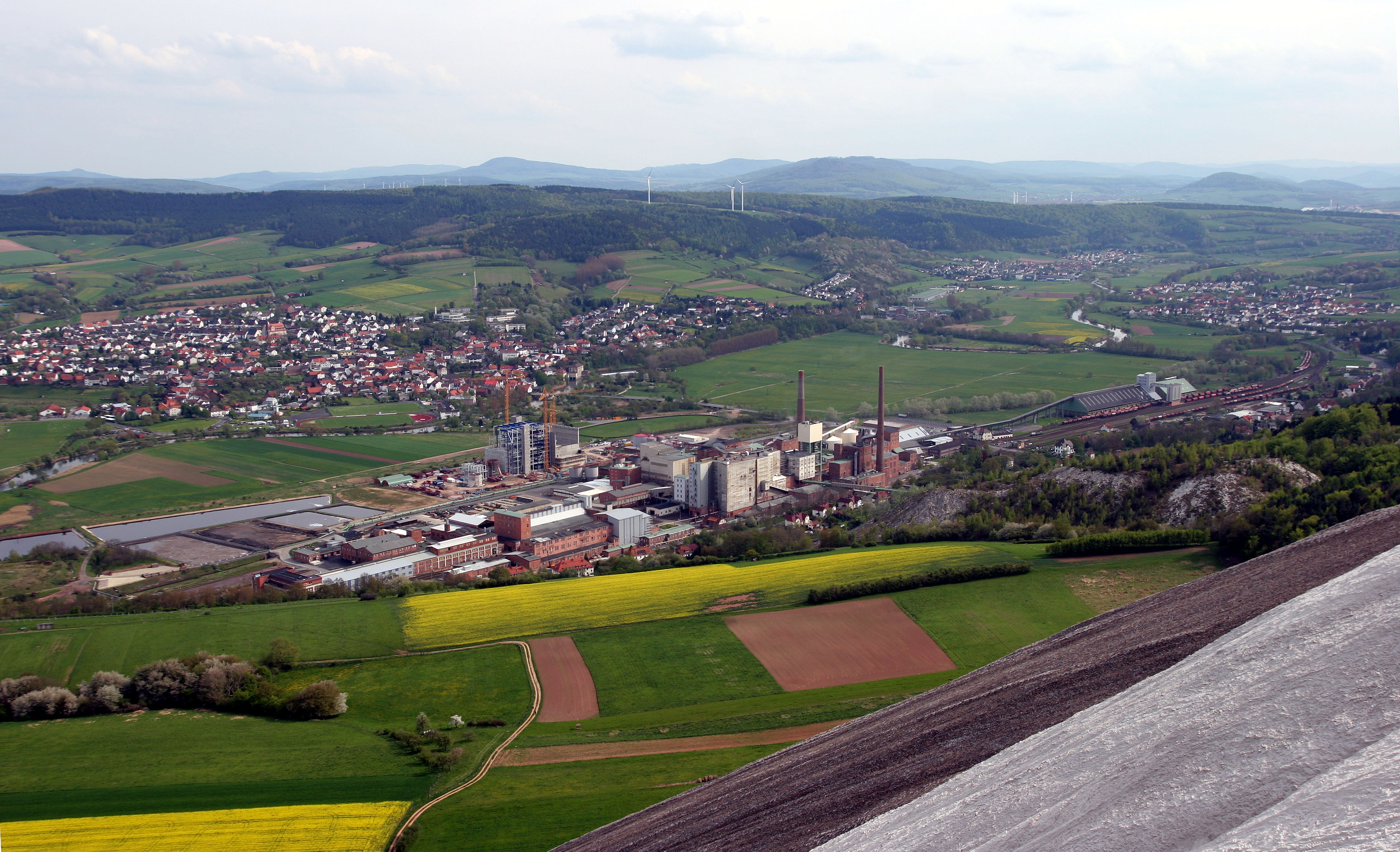
Heringen con la fábrica Wintershall de K+S Kali GmbH al medio. Tomada desde el Monte Kali

La ciudad se encuentra muy cerca al río Werra, rodeada por las estribaciones del bosque de Turingia, del Seulingswald y de la región del Vorderrhön.
Su punto más bajo se encuentra a 221 m s. n. m. en la Werraaue mientras que el más alto se está a 471 m s. n. m. en Lehnberg.

## Comunas vecinas
En sentido horario y comenzando por el Norte las comunas vecinas a Heringen son: Wildeck, Großensee, Dankmarshausen, Dippach, Berka/Werra, Philippsthal(Werra) y Friedewald(Hesse).

## División de la ciudad
Los distritos pertenecientes a la ciudad, además de Heringen son: Bengendorf, Herfa, Kleinensee, Leimbach, Lengers, Widdershausen y Wölfershausen.

## Historia

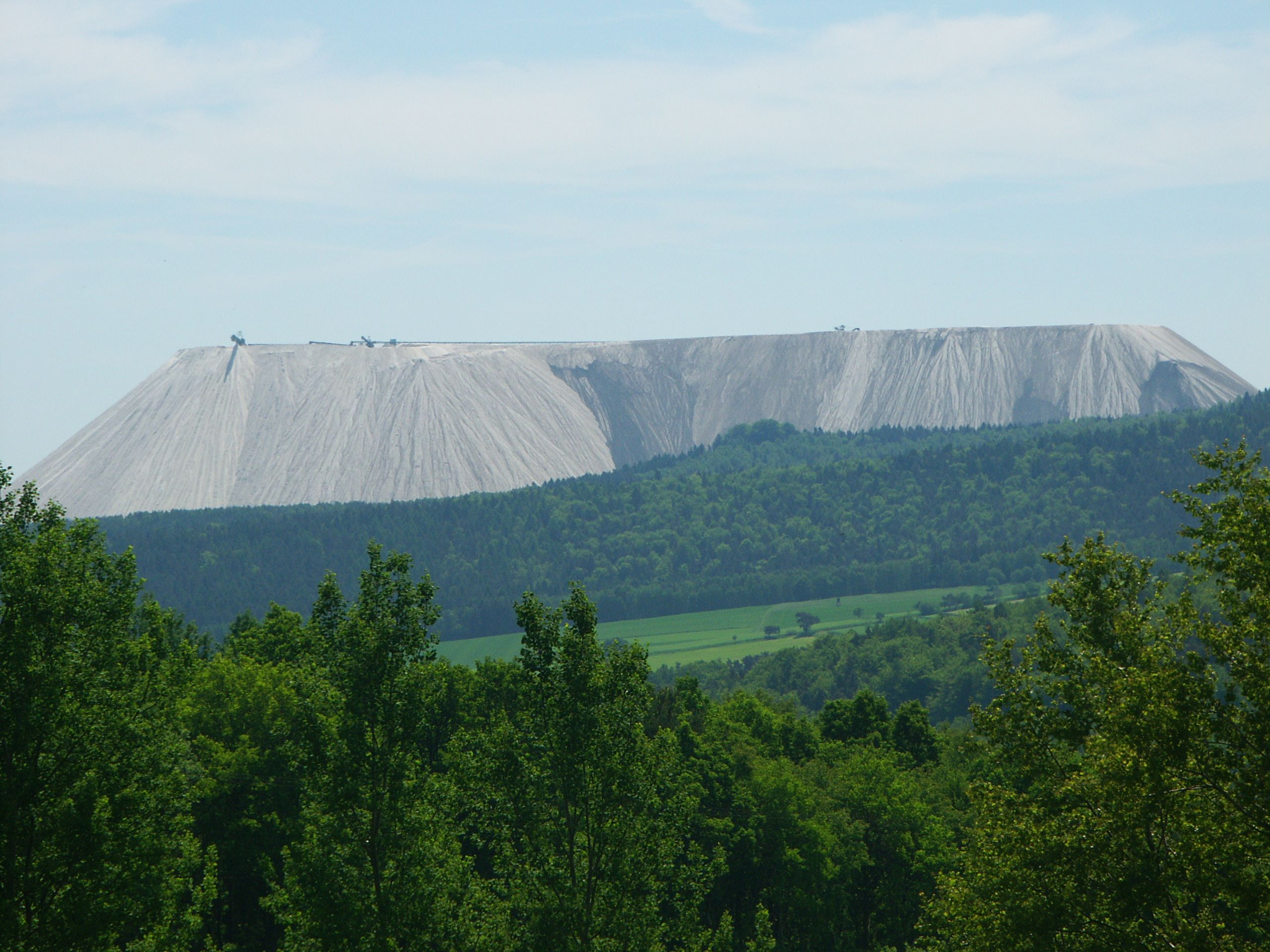
El monte de sal "Monte Kali" de la mina de potasa Wintershall en Heringen

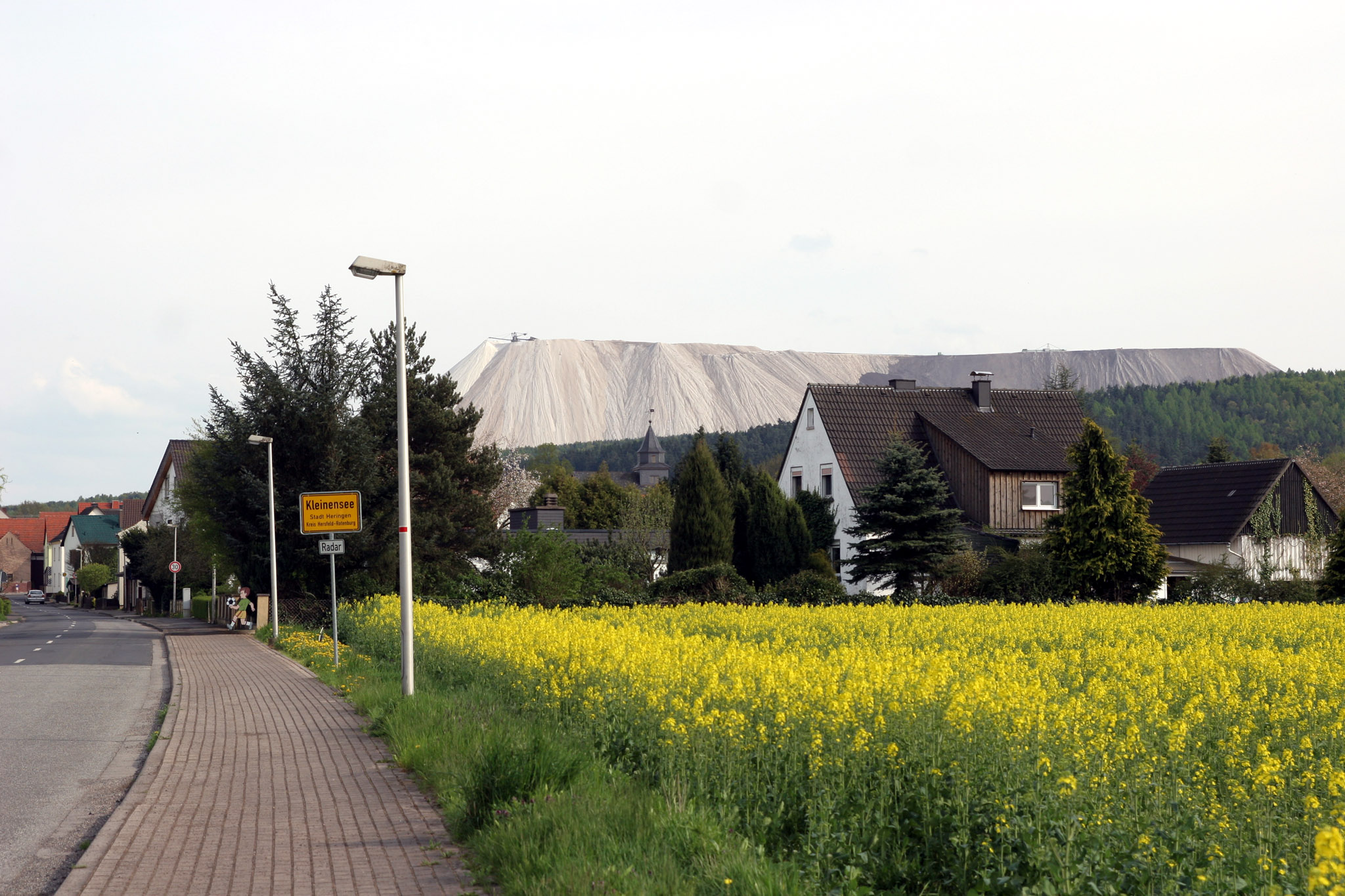
El distrito Kleinensee con el „Monte Kali“ al fondo

Por el año de 1170 la abadía de Fulda enfeuda la ciudad al noble Enrique von Heringen.
Durante la época del reino napoleónico de Westfalia (1807-1813), Heringen era cabeza de distrito del Cantón Heringen y sede del Juzgado de paz.
Con la construcción de la mina de potasa Wintershall (hoy K+S AG), la que empezó con la extracción en el año 1903, la ciudad obtuvo sus primeros puestos de trabajo industriales. Posteriormente se construyeron las minas Neu Heringen y Herfa-Neurode.
Durante los últimos años de la Segunda Guerra Mundial se escondieron en los socavones de la mina de Heringen las bibliotecas de la oficina de patentes del tercer Reich y de la oficina de geología militar. La última biblioteca mencionada forma parte de la "US Geological Survey Library" y está etiquetada bajo el nombre "Heringen Collection".
En 1972 en Herfa-Neurode se creó el mayor y primer vertedero subterráneo para residuos tóxicos del mundo, la cual es administrada hasta hoy por K+S.
La mina es actualmente la zona de explotación de potasa más grande del mundo y tiene un área de explotación del tamaño de Múnich.

## Incorporación municipal
Entre 1968 y 1972 se anexaron a Heringen los distritos mencionados anteriormente formando un solo municipio. En 1977, el gobierno de Hesse le otorga a Heringen los derechos de ciudad.

## Desarrollo poblacional
| Distritos     | Número de habitantes | Número de habitantes | Número de habitantes | Número de habitantes | Número de habitantes | Número de habitantes | Número de habitantes | Número de habitantes | Número de habitantes | Número de habitantes | Número de habitantes | Número de habitantes | Número de habitantes |
| Año           | 1998                 | 1999                 | 2000                 | 2001                 | 2002                 | 2003                 | 2004                 | 2005                 | 2006                 | 2007                 | 2008                 | 2009                 | 2012                 |
| Heringen      | 3.402                | 3.558                | 3.637                | 3.631                | 3.603                | 3.623                | 3.594                | 3.604                | 3.607                | 3.525                | 3.516                | 3.501                | 3.308                |
| Bengendorf    | 69                   | 68                   | 68                   | 68                   | 70                   | 72                   | 72                   | 72                   | 73                   | 56                   | 52                   | 51                   | 59                   |
| Herfa         | 836                  | 880                  | 869                  | 867                  | 853                  | 838                  | 814                  | 798                  | 802                  | 802                  | 779                  | 769                  | 753                  |
| Leimbach      | 471                  | 488                  | 511                  | 512                  | 522                  | 504                  | 503                  | 503                  | 501                  | 514                  | 508                  | 494                  | 488                  |
| Lengers       | 1.019                | 1.092                | 1.072                | 1.072                | 1.071                | 1.061                | 1.024                | 1.003                | 1.012                | 990                  | 970                  | 957                  | 931                  |
| Kleinensee    | 655                  | 726                  | 722                  | 722                  | 726                  | 724                  | 729                  | 721                  | 720                  | 704                  | 710                  | 701                  | 667                  |
| Widdershausen | 1.140                | 1.204                | 1.190                | 1.190                | 1.203                | 1.193                | 1.166                | 1.181                | 1.182                | 1.127                | 1.111                | 1.101                | 1.051                |
| Wölfershausen | 1.091                | 1.150                | 1.139                | 1.137                | 1.117                | 1.101                | 1.117                | 1.093                | 1.088                | 1.098                | 1.087                | 1.086                | 1.051                |
| Total         | 8.683                | 9.166                | 9.208                | 9.199                | 9.165                | 9.116                | 9.019                | 8.975                | 8.985                | 8.816                | 8.733                | 8.660                | 8.308                |

## Política

### Alcalde
Las últimas elecciones municipales dieron los siguientes resultados:
| Elecciones municipales 2010 | Elecciones municipales 2010 | Elecciones municipales 2010 | Elecciones municipales 2010 |
| Candidatos                  | Partido                     | Resultado                   |                             |
| --------------------------- | --------------------------- | --------------------------- | --------------------------- |
| Ries, Hans                  | WGH                         | 65,0 %                      |                             |
| Knoch, Manfred              |                             | 32,0 %                      |                             |
| Otto, Evelyn                |                             | 3,0 %                       |                             |
| Participación 75,6 %        |                             |                             |                             |

| Elecciones municipales 2004 | Elecciones municipales 2004 | Elecciones municipales 2004 | Elecciones municipales 2004 |
| --------------------------- | --------------------------- | --------------------------- | --------------------------- |
| Candidatos                  | Partido                     | Resultado                   |                             |
| Knoch, Manfred*             | SPD                         | 47,5 %                      |                             |
| Ries, Hans*                 | WGH                         | 52,5 %                      |                             |
| Participación 70,7 %        |                             |                             |                             |
| Knoch, Manfred              | SPD                         | 44,1 %                      |                             |
| Bock, Eckhard               | CDU                         | 14,1 %                      |                             |
| Ries, Hans                  | WGH                         | 41,8 %                      |                             |
| Participación 69,6 %        |                             |                             |                             |

| Elecciones municipales 1998 | Elecciones municipales 1998 | Elecciones municipales 1998 | Elecciones municipales 1998 |
| --------------------------- | --------------------------- | --------------------------- | --------------------------- |
| Candidatos                  | Partido                     | Resultado                   |                             |
| Pfromm, Rolf                | SPD                         | 57,9 %                      |                             |
| Dies, Roland                | CDU                         | 13,7 %                      |                             |
| Ries, Hans                  | Grüne                       | 28,4 %                      |                             |
| Participación 71,9 %        |                             |                             |                             |

## Escudo
El escudo se muestra con un fondo azul dividido en forma diagonal por una línea ondulada color plata. En la parte superior izquierda se muestran en color plateado; un mazo y un pico de mano cruzados. En su parte inferior derecha se muestran tres peces (arenques) en color plateado.

## Cultura y atracciones turísticas

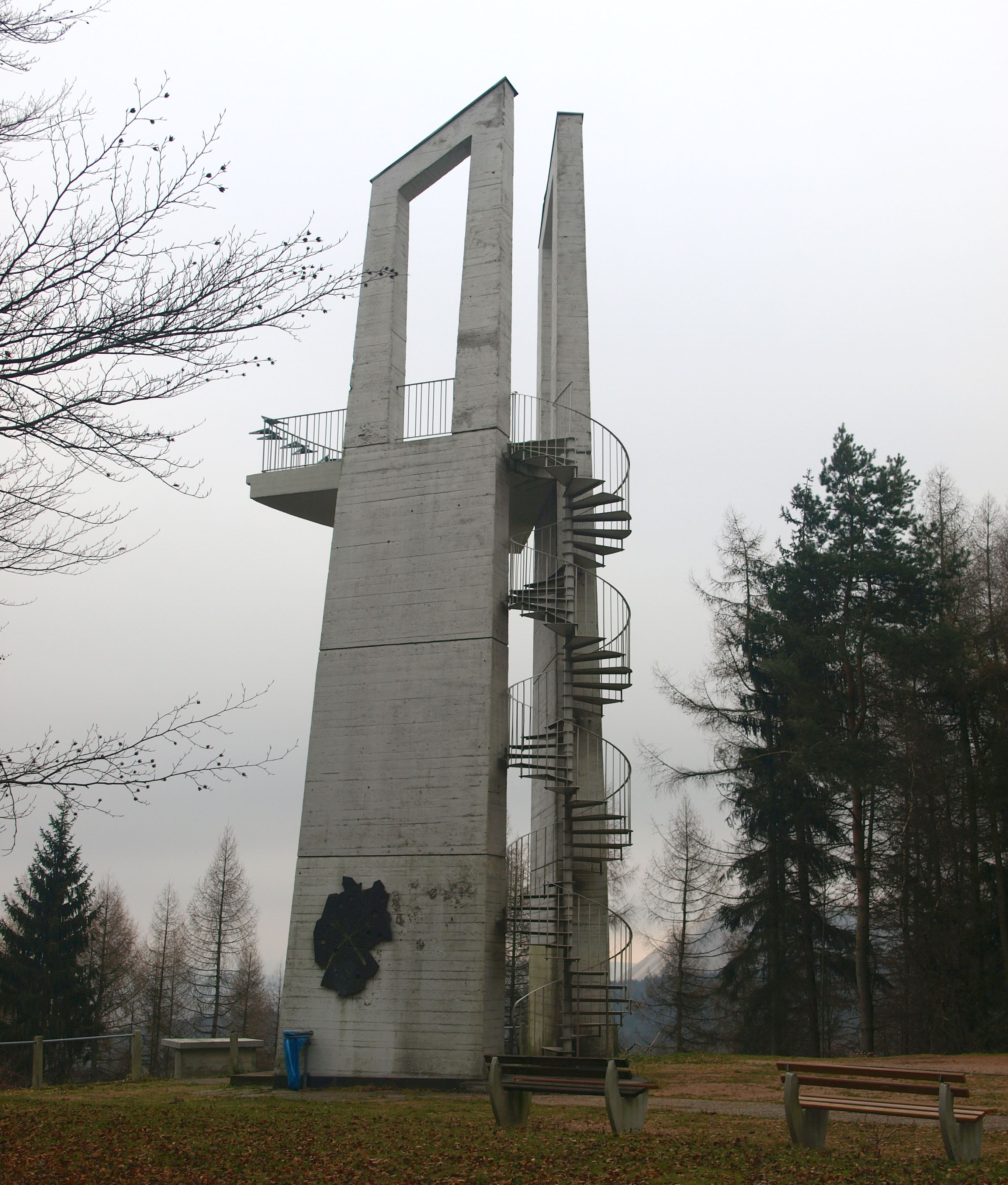
Monumento recordatorio en Bodesruh

### Museos
- Museo de minería de potasa del Werra

### Construcciones
- Escombrera de halita "Monte Kali" (Símbolo de Heringen)
- Ruinas de la iglesia Walterskirche (perteneciente al pueblo Waldradeberg presumiblemente abandonado en el siglo XV)
- Monumento recordatorio Bodesruh (Monumento en forma de torre originalmente como recordatorio de la división de las Alemanias)
- Construcciones del señorío de los Vultejus (Familia noble)
- Ruinas del castillo Hornsberg en la frontera con Turingia (Edad Media)

### Parques naturales
- Reserva natural de Rohrlache y Säulingsee (Humedal en la Werraaue)
- Jardín botánico Herfa

### Eventos frecuentes
- Mercado semanal (cada jueves antes del mediodía)

## Transporte
Heringen está conectada con diferentes carreteras interregionales, estableciendo principalmente un nexo con la carretera federal 62 (Bundesstrasse 62)que atraviesa la comuna por el suroeste y con la autopista(Autobahn) A4.
El transporte urbano público se lleva a cabo a través de la ÜWAG Bus GmbH con las líneas de bus 330 y 331.
El transporte de personas en el trayecto ferroviario Gerstungen-Vacha fue cancelado en el año 1981. Únicamente se mantiene el transporte de mercancías entre Gerstungen y la mina de potasa Wintershall así como con la mina de potasa Hattorf en Philippsthal.